# ネッタイシマカ
ネッタイシマカ（熱帯縞蚊、学名：Aedes (Stegomyia) aegypti）は、一般にヤブカとも呼ばれるヤブカ属の吸血性のカの1種。吸血する際の唾液で黄熱、デング熱、ジカ熱などの感染症を媒介する衛生害虫である。

## 形態・生態
翅長約3mm。黒褐色で、中胸背中央に2本の縦すじがあり、側方には前方で丸く湾曲する明瞭な銀白色斑を持つ。シマカ類のうちネッタイシマカは正中条を持たず、一対の亜正中条（一対の細い縦筋）を持つ点で他種と判別できる。
成虫の飛行範囲は100メートル程度と比較的狭く、活動範囲は人家周辺に限られ、家屋伝いに飛び回り、屋内に侵入して住民から吸血する。日中から夕方にかけて刺すことが多く、薄暗い倉庫や机の下など、24時間活動できる。
気温27 - 30°C、湿度70 - 90%本種に好適であり、吸血も気温が21°C以上になる昼間に行われる。1回に50-120個の卵を、吸血してから5 - 7日後に産み、卵は3日で孵化する。卵は乾燥に耐える力があり、乾燥して半年後でも再び水に触れれば孵化が可能である。幼虫は人家周辺にある、水が溜まった桶や水槽、バケツから、空き缶、竹の切り株、古タイヤまで、あらゆる小さな水たまりで生育できるため、生活環境に多く発生する。幼虫発育は27°Cで1週間、22°Cでは2か月くらいかかる。蛹は2 - 4日で羽化して成虫となる。

## 分布
全世界の熱帯・亜熱帯地域に分布し、黄熱、デング熱などのウイルス性の感染症を媒介する蚊として恐れられている。日本では琉球諸島と小笠原諸島から記録されている。九州本土に近い天草諸島で1944年に異常発生し、1952年までに駆除された。1970年以降は天草での採取例はなく、以後は本土での定着は確認されていない。沖縄でも20世紀初頭に確認されたが、いつの間にか姿を消し、ヒトスジシマカに席巻されている。
2002年、日本生態学会により日本の侵略的外来種ワースト100に選定された。国外から侵入定着する危険が指摘されている。

## 駆除
殺虫剤が有効であるが、それで死なない「スーパー耐性蚊」がベトナムとカンボジアで広がっていることを日本の国立感染症研究所などが確認した。
遺伝子組み換え技術による不妊化も試みられている（「不妊虫放飼#ネッタイシマカ対策」参照）。
このほか細胞内共生細菌の一種ボルバキアを感染させて寿命を短縮させる研究や、デング熱やジカ熱、チクングニア熱を発症させるウイルスの働きを抑える研究がなされている。ブラジルでは2017年からボルバキアを感染させたネッタイシマカを大量に放虫する試みが行われている。

## ギャラリー

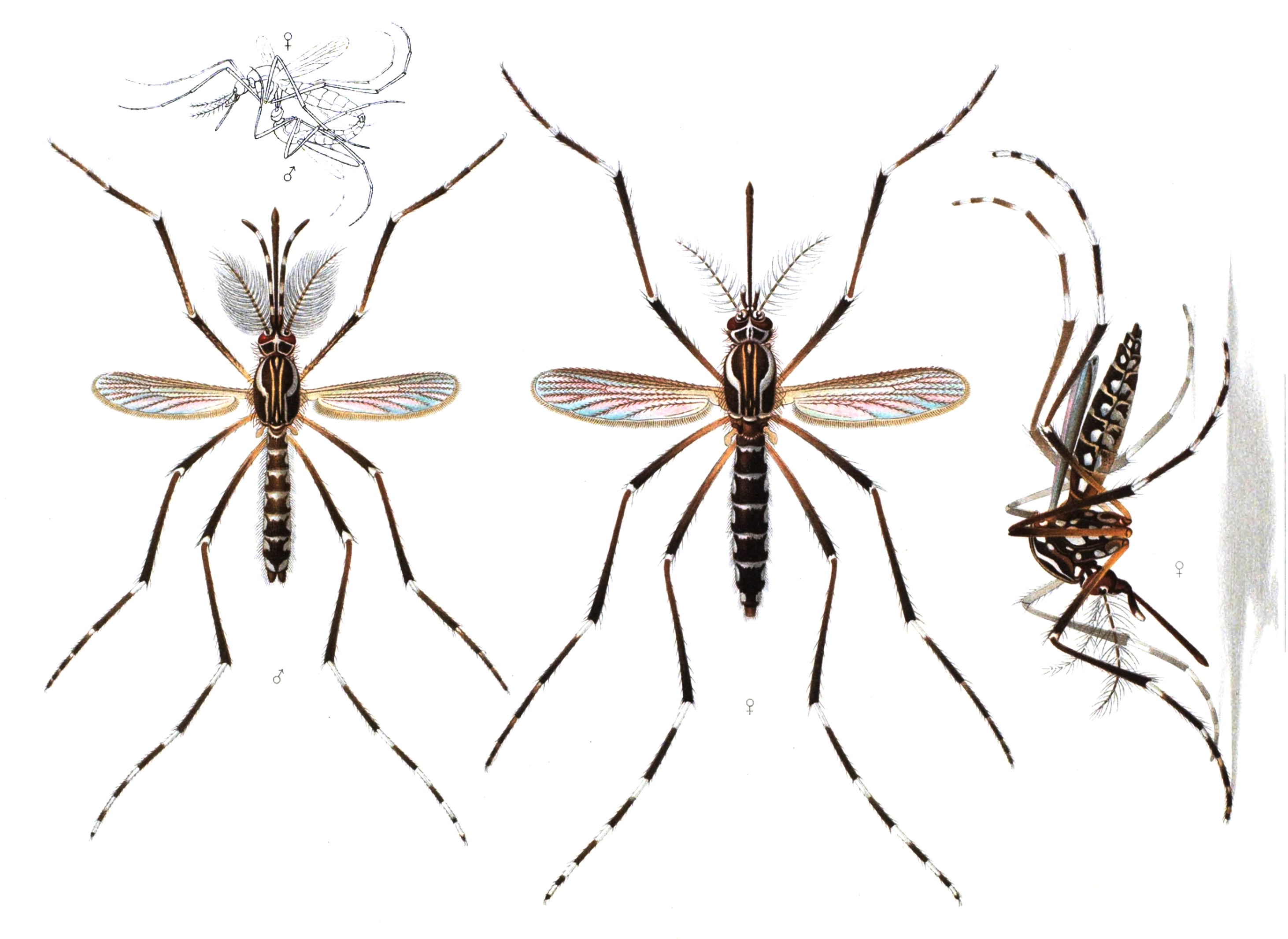
左が雄、中・右が雌